# Sundtjärnen (Degerfors socken, Västerbotten)
Sundtjärnen är en sjö i Vindelns kommun i Västerbotten och ingår i Sävaråns huvudavrinningsområde.